# Aske
| Оценки критиков | Оценки критиков        |
| Источник        | Оценка                 |
| --------------- | ---------------------- |
| AllMusic        | (версия Burzum / Aske) |

Aske (с норв. — «Пепел, зола») — мини-альбом норвежской группы Burzum, выпущенный в марте 1993 года на лейбле Deathlike Silence Productions, которым владел гитарист Mayhem Евронимус (Эйстейн Ошет).

## Запись альбома
Несмотря на то, что Aske был записан в августе-сентябре 1992 года, уже после второго полноформатного альбома Det som engang var, он был выпущен до него в марте 1993 года. Инструментальная композиция Dominus Sathanas была записана в апреле 1992 года. Запись мини-альбома продюсировал Пюттен (Эйрик Хундвин) в своей студии Grieghallen в Бергене, партии бас-гитары записал музыкант Emperor Самот (Томас Хауген).

## Художественное оформление
На обложку помещена фотография ставкирхи XII века под Бергеном, сгоревшей 6 июня 1992 года. В интервью в январе 1993 года Викернес заявил журналисту, что норвежские блэк-металлисты совершили уже восемь поджогов церквей, и по распространённому мнению, фантофтская ставкирха — одна из них, а фото сделано самим Викернесом, но доказательства причастности Викернеса к пожару не было найдено. Авторство фотографии официально принадлежит Аре Мундалу.
В интервью Мундал утверждал, что Викернес, давний друг, попросил его посетить место церкви вскоре после пожара и сделать фотографии, одна из которых стала обложкой альбома.

Я ездил к Варгу в Ибсенгт, чтобы доставить гитарное оборудование, и он спросил меня, могу ли я сфотографировать деревянную церковь в Фантофте, которая только что сгорела. Он одолжил мне свою камеру, и я пошел туда, чтобы сделать снимки, о которых меня просили. Это было позже в тот же день, когда она и сгорела, поэтому там все еще находились прохожие и пожарные. От руин и земли все еще исходил жар. Я определенно выделялся в толпе прохожих, что немного беспокоило меня, и я боялся, что люди сочтут подозрительным, что я фотографирую остатки церкви. Я определенно не был похож на репортера. Когда я в следующий раз увидел Варга, я вернул ему камеру с пленкой. Одна из этих фотографий попала на обложку альбома Aske EP. Для меня это очень символичная картина, потому что это была моя лютеранская, фанатичная, причинявшая горе и невзгоды любимая церковь дедушки.
— интервью с Аре Мундалом.
Некоторые полагают, что Викернес якобы проявил фотографии в Швеции, чтобы отвести подозрения.

## Релиз
К первым 1000 копиям мини-альбома в качестве пиар-хода прилагалась бесплатная зажигалка с тем же изображением сгоревшей церкви, но зажигалки распространялись только Voices of Wonder Records, являвшимся на тот момент дистрибьютерами Варга.
Оригинальная пластинка Aske является ценным раритетом для фанатов жанра. На аукционах релиз продается за $700-$1125.
В 1995 году Aske был переиздан как антология Burzum/Aske вместе с песнями из дебютного альбома.

## Интересные факты
- Лидер Satyricon Сатир в одном из интервью похвастался, что обладает винилом Aske, на котором остались пятна крови Евронимуса[7].
- Магнитофонная версия Aske, ещё с первоначальным названием Inn I Drømmens Slott (норв. «В замок грез»), была сделана Варгом и распространена им и Самотом. Изначально предполагалось, что альбом будет выпущен на личном лейбле Варга Burz-Nazg Prod (позже Cymophane), однако было решено выпустить релиз на Deathlike Silence Productions[8].

## Список композиций
Вся музыка и слова были написаны Варгом Викернесом.
Side Hate
| №  | Название                                 | Длительность |
| -- | ---------------------------------------- | ------------ |
| 1. | «Stemmen fra tårnet» (рус. Зов с башни)  | 6:09         |
| 2. | «Dominus Sathanas» (рус. Владыка Сатана) | 3:02         |

Side Winter
| №                   | Название                                                             | Длительность |
| ------------------- | -------------------------------------------------------------------- | ------------ |
| 3.                  | «A Lost Forgotten Sad Spirit» (рус. Потерянный забытый грустный дух) | 10:51        |
| Общая длительность: | Общая длительность:                                                  | 20:02        |

## Burzum/Aske
Переиздание 1995 года совместно с дебютным альбомом Burzum. 
| №                   | Название                                        | Длительность |
| ------------------- | ----------------------------------------------- | ------------ |
| 1.                  | «Feeble Screams from Forests Unknown»           | 7:28         |
| 2.                  | «Ea, Lord of the Depths»                        | 4:52         |
| 3.                  | «Spell of Destruction»                          | 5:39         |
| 4.                  | «Channelling the Power of Souls into a New God» | 3:27         |
| 5.                  | «War»                                           | 2:50         |
| 6.                  | «The Crying Orc»                                | 0:58         |
| 7.                  | «My Journey to the Stars»                       | 8:10         |
| 8.                  | «Dungeons of Darkness»                          | 4:50         |
| 9.                  | «Stemmen Fra Taarnet»                           | 6:08         |
| 10.                 | «Dominus Sathanas»                              | 3:04         |
| 11.                 | «A Lost Forgotten Sad Spirit»                   | 10:52        |
| Общая длительность: | Общая длительность:                             | 58:06        |

## Участники записи
- Граф Гришнак (Варг Викернес) — вокал, гитара, ударные;
- Самот (Томас Хауген) — бас-гитара;